# Congazcicul de Jos, Găgăuzia
Congazcicul de Jos (în găgăuză Kongazçık Aşaakı, în rusă Нижний Конгазчик) este un sat din cadrul comunei Congazcicul de Sus din Unitatea Teritorială Autonomă Găgăuzia, Republica Moldova.

## Demografie

### Structura etnică
Structura etnică a localității conform recensământului populației din 2004:
| Grup etnic                    | Populație | % Procentaj |
| ----------------------------- | --------- | ----------- |
| Găgăuzi                       | 238       | 87,18%      |
| Băștinași declarați Moldoveni | 26        | 9,52%       |
| Bulgari                       | 7         | 2,56%       |
| Ucraineni                     | 2         | 0,73%       |
| Total                         | 273       |             |